# Gilles Michel
Gilles Michel, dirigeant français né le 10 janvier 1956 à Marseille, a été le directeur général du groupe Imerys de septembre 2010 à mai 2018.

## Études
Gilles Michel prépare le concours de l'École polytechnique au lycée Thiers de Marseille. Il y est reçu (X 1974), et continue ses études à l'École nationale de la statistique et de l’administration économique (ENSAE). Il poursuit par un diplôme à l'institut d’études politiques de Paris. 

## Carrière
Gilles Michel commence sa carrière de 1979 à 1982 comme assistant de cours à l'ENSAE avant de devenir  économiste industriel à la Banque mondiale à Washington de 1982 à 1986. 
Il poursuit ensuite comme chargé d’études à la Compagnie de Saint-Gobain de 1986 à 1987 avant de poursuivre comme directeur du contrôle de gestion et du plan de la branche Céramiques industrielles jusqu'en 1989 puis directeur de l’établissement de la Filiale SEPR de Saint-Gobain au Pontet jusque fin 1994. La même année, toujours chez Saint-Gobain, il prend le poste de directeur Général division "Céramiques électrofondues " de la branche Céramiques Industrielles, poste qu'il occupera jusqu'en 1997. 
En 1997, Gilles Michel prend ses premières fonctions de dirigeant et devient PDG de la filiale Ball Foster Glass Co. à Indianapolis (USA). Trois ans plus tard, il occupe le siège de président de la branche Céramiques et Plastiques de Saint-Gobain, et de membre du comité de direction générale du groupe.
En octobre 2002, rentre dans le secteur automobile alors comme directeur des Plates-Formes, des Techniques et des Achats chez PSA Peugeot Citroën. Il y restera 5 ans avant de devenir, le 6 février 2007,  membre du directoire de PSA Peugeot Citroën, membre du comité de direction générale de PSA Peugeot Citroën
et directeur de la Marque Citroën. 
En décembre 2008, le dirigeant est nommé directeur général du Fonds Stratégique d'Investissement, doté de 20 milliards d'euros et qui vise à soutenir le développement de PME en croissance et à "sécuriser" le capital d'entreprises stratégiques.
En juin 2010, Gilles Michel devient le président directeur général du groupe Imerys, spécialiste de la valorisation des minéraux.
Gilles Michel quitte ses fonctions opérationnelles chez Imerys en mai 2018, ne conservant que la présidence du Conseil d'Administration. Fin juin 2019, il cède ce fauteuil à Patrick Kron. Gilles Michel s'est installé à l'Ile Maurice où il préside le Conseil d’Administration du Charles Telfair Campus, premier opérateur d’éducation tertiaire du pays, tout en exerçant différents mandats d’administrateur de sociétés,.

## Décorations
- Chevalier de la Légion d'honneur - Il est fait chevalier le 12 juillet 2013[10].